# Гоф, Ллойд
Ллойд Гоф (англ. Lloyd Gough), имя при рождении Майкл Гоф (англ.  Michael Gough; 21 сентября 1907, Нью-Йорк, Нью-Йорк — 23 июля 1984, Лос-Анджелес, Калифорния) — американский актёр театра, кино и телевидения 1930—1980-х годов.
За время своей карьеры Гоф сыграл в таких значимых фильмах, как «Тело и душа» (1948), «Все мои сыновья» (1948), «Напряжённость» (1949), «Бульвар Сансет» (1950), «За стеной» (1950), «Штормовое предупреждение» (1951), «Пресловутое ранчо» (1952), «Смешная девчонка» (1968), «Большая белая надежда» (1970) и «Подставное лицо» (1976). В начале 1950-х годов Гоф был включён в Голливудский чёрный список, и в течение продолжительного времени был лишён возможности сниматься в кино.
В 1966—1967 годах Гоф играл одну из главных ролей в криминальном телесериале «Зелёный Шершень».

## Ранние годы
Ллойд Гоф родился 21 сентября 1907 года в Нью-Йорке.

## Карьера в театре
С 1934 по 1960 год Гоф много играл на бродвейской сцене. Так, в 1930-е годы он сыграл на Бродвее в девяти спектаклях, среди них «Жёлтая лихорадка» (1934), «Лабернум-гроув» (1935), «Элис Такат» (1936), «Смеющаяся женщина» (1936), «В возрасте 26 лет» (1936—1937), «Вопрос чести» (1937), «Кровавая жатва» (1937), «Призрак Янки-Дудл» (1937—1938) и «Тень и содержание» (1938). В 1940-е годы Гоф сыграл в таких бродвейских постановках, как «Требуется молодая пара» (1940), «Слабое звено» (1940), «Старая милая песнь любви» (1940), «Таньярд-стрит» (1941), «Золотые крылья» (1941), «Кошка кричит» (1942) и «Корни глубоки» (1945—1946).
Начиная с 1947 года, Гоф перешёл в кино. Однако в начале 1950-х годов он попал в голливудский чёрный список, после чего вернулся на Бродвей, где, в частности, сыграл с Одри Хэпберн в спектакле «Ундина» (1954). После этого последовали роли в спектаклях «Дурная кровь» (1954), «Отвращение» (1957—1958), «Намёк на страсть» (1958) и «Римская свеча» (1960). В начале 1960-х годов, когда охота на ведьм в Голливуде сошла на нет, Гоф вернулся в кинематограф.

## Карьера в кинематографе в 1947—1952 годах
В 1947 году Гоф дебютировал в кино в боксёрском нуаре «Тело и душа» (1947) с Джоном Гарфилдом в главной роли. В этой картине, съёмки которой проходили в Нью-Йорке, Гоф сыграл важную роль преступного промоутера, который заставляет боксёров сдавать бои ради обогащения на тотализаторе. Обозреватель «Нью-Йорк таймс» Босли Краузер, высоко оценивший фильм в целом, особо выделил игру Гофа в роли «ловкого дельца, который управляет бизнесом».
В 1948 году, «после 14 лет работы на Бродвее, Гоф прибыл в Голливуд». В течение первого года в Голливуде Гоф сыграл заметные роли второго плана в шести фильмах, среди которых фильм нуар «Все мои сыновья» (1948) с Эдвардом Г. Робинсоном и Бертом Ланкастером, вестерны с Ивонн Де Карло и Дэном Дьюриа «Чёрный Барт» (1948) и «Речная леди» (1948), романтическая комедия «Этот замечательный порыв» (1948) с Джин Тирни и Тайроном Пауэром, военная комедия «Южный янки» (1948) и спортивно-биографический фильм «История Бейба Рута» (1948).
В драме «Талса» (1949), посвященной теме разработки нефтяных месторождений в Оклахоме, Гоф сыграл ключевую роль крупного нефтепромышленника, который вступает в конфликт с владелицей вновь открытого нефтеносного участка (Сьюзен Хэйворд). В фильме нуар «Напряжённость» (1949) Гоф сыграл важную роль богатого бизнесмена, которого убивает любовница (Клер Тревор).
На следующий год в фильме нуар «За стеной» (1950) Гоф был коварным главарём банды, которая охотится за деньгами, похищенными из инкассаторской машины другим грабителем. В том же году Гоф сыграл небольшую роль литературного агента главного героя, начинающего киносценариста (Уильям Холден), в классической голливудской драме Билли Уайлдера «Сансет Бульвар» (1950). Год спустя у Гофа были небольшие роли второго плана в социальном нуаре на тему расизма «Штормовое предупреждение» (1951) с Джинджер Роджерс и Рональдом Рейганом и нуаровом триллере «Шарф» (1951), а также в биографическом фильме «Валентино» (1951).
В 1952 году вышел нуаровый вестерн Фритца Ланга «Пресловутое ранчо» (1952), в котором Гоф сыграл главную отрицательную роль злодея Кинча. Однако поскольку к моменту выхода фильма на экраны Гоф уже оказался в голливудском чёрном списке, глава студии RKO Pictures, ярый антикоммунист Говард Хьюз, потребовал удалить имя актёра из титров картины.

## Чёрный список Голливуда
В 1940-е и начале 1950-х годов Гоф вместе с женой, актрисой Карен Морли активно участвовал в антифашистской и профсоюзной деятельности. В начале 1950-х годов в США началась широкомасштабная антикоммунистическая кампания, которая добралась и до Голливуда. В результате в ноябре 1952 года Гофа вместе с супругой вызвали для дачи показаний в Комиссию Конгресса США по расследованию антиамериканской деятельности. Сославшись на пятую поправку к Конституции, они отказались давать показания, чтобы не подставить под удар кого-либо из своих друзей и коллег. В итоге их имена были внесены в чёрный список, что подразумевало запрет на работу в киноиндустрии.

## Возобновление кинокарьеры в 1967—1978 годах
После включения в чёрный список Гоф вернулся на Бродвей, где играл вплоть до 1960 года. После завершения эпохи маккартизма и фактической отмены запрета на работу в кино, Гоф вернулся в Голливуд, где стал работать сначала в телесериалах, а с 1967 года — и в большом кино.
Он сыграл роли второго плана в детективе «Тони Роум» (1967) с Фрэнком Синатрой в главной роли, за которым последовали криминальная драма «Мэдиган» (1968) с Генри Фондой, комедия с Барбарой Стрейзанд «Смешная девчонка» (1968) и мелодрама с Жаклин Биссет «Приятная поездка» (1968).
В дальнейшем у Гофа были роли в вестерне с Робертом Редфордом «Скажите им, что Уилли-Бой здесь» (1969), спортивной мелодраме «Большая белая надежда» (1970), криминальной мелодраме с Бертом Ланкастером «Привести в исполнение» (1973) и фильме-катастрофе с Чарльтоном Хестоном и Авой Гарднер «Землетрясение» (1974).
В 1976 году, наряду со многими другими актёрами из голливудского чёрного списка Гоф сыграл в чёрной комедии Вуди Аллена «Подставное лицо» (1976), которая рассказывала об обычном кассире, которой в период голливудской охоты на ведьм помогает запрещённым сценаристам, публикуя под своим именем написанные ими сценарии. Последними фильмами в карьере Гофа стали биографическая драма «Частная жизнь Дж. Эдгара Гувера» (1977) с Бродериком Кроуфордом в заглавной роли и романтическая комедия «Домашний доктор» (1978).

## Карьера на телевидении
В период с 1952 по 1982 год Гоф сыграл в 73 эпизодах 37 различных сериалов. В 1952 году Гоф дебютировал на телеэкране в сериалах «Театр „Селаниз“» (1952) и «Видеотеатр „Люкс“» (1952), после чего в его работе на телевидении наступила длительная пауза. Он вернулся на малый экран в 1964 году, сыграв в эпизодах сериалов «Бен Кейси» (1964—1966), «Защитники» (1964), «Ист-сайд/Вест-Сайд» (1964), «За гранью возможного» (1964), «Репортёр» (1964) и «Джонс из Кентукки» (1964). На следующий год Гоф сыграл в сериалах «Беглец» (1965—1967), «Мошенники» (1965), «Для людей» (1965), «Валентинов день» (1965), «Одиночка» (1965) и «Люди Слэттери» (1965). В 1966 году последовали роли в престижных сериалах «Перри Мейсон» (1966), «ФБР» (1966), «Дымок из ствола» (1966).
В 1966—1967 годах Гоф сыграл в 26 эпизодах криминального фэнтези-сериала «Зелёный Шершень». У него была постоянная роль криминального репортёра Майка Эксфорда из газеты Daily Sentinel, владелец которой тайно ведёт борьбу с городской преступностью под именем Зелёный Шершень.
В дальнейшем Гоф сыграл в сериалах «Захватчики» (1967), «Менникс» (1967), «Защитник Джадд» (1967—1969), «Отдел 5-0» (1970), «Кеннон» (1972—1975), «Баначек» (1973), «Полицейская история» (1974), «Баретта» (1978) и «Барнаби Джонс» (1979). Последний раз Гоф появился на телеэкране в 1982 году в роли судьи в многолетней драме о коронере «Судмедэксперт Куинси».

## Актёрское амплуа и оценка творчества
По описанию историка кино Хэла Эриксона, Ллойд Гоф был «рыжеволосым характерным актёром из Нью-Йорка». Он начал карьеру в театре, став успешным бродвейским актёром.
В 1940-е годы Гоф пришёл в кино, где более всего известен по фильмам «Сансет Бульвар» (1950) и «Все мои сыновья» (1948), а также по телесериалу «Зеленый Шершень» (1966). Он «часто играл подлых злодеев», в частности, в фильме «Пресловутое ранчо» (1952).
После вынужденной паузы, связанной в включением его имени в голливудский чёрный список, Гоф приобрёл «красивую седину и стальной взгляд». Он вновь стал «сильно играть характерные роли в кино и на телевидении», в частности, в сериале «Зелёный Шершень» (1966—1967), где сыграл одну из самых известных своих ролей.

## Личная жизнь
Был женат дважды. Его первый брак с Милдред Мансон был заключён в 1929 году и закончился разводом в 1949 году. На своей второй жене, актрисе Карен Морли Гоф официально женился в 1972 году, и брак продлился до его смерти в 1984 году.

## Смерть
Ллойд Гоф умер 23 июля 1984 года в возрасте 76 лет в Лос-Анджелесе от аневризмы аорты.

## Фильмография
| Год        |     | Русское название                 | Оригинальное название                | Роль                                         |
| ---------- | --- | -------------------------------- | ------------------------------------ | -------------------------------------------- |
| 1940       | кор | Джекпот                          | Jack Pot                             | Майк, подручный Фаллона (в титрах не указан) |
| 1947       | ф   | Тело и душа                      | Body and Soul                        | Робертс                                      |
| 1948       | ф   | Черный Барт                      | Black Bart                           | шериф Гордон                                 |
| 1948       | ф   | Все мои сыновья                  | All My Sons                          | Джим Бэйлисс                                 |
| 1948       | ф   | Речная леди                      | River Lady                           | Майк Райли                                   |
| 1948       | ф   | История Бейба Рута               | The Babe Ruth Story                  | игрок Далтон                                 |
| 1948       | ф   | Южный янки                       | A Southern Yankee                    | капитан Стив Лорфорд                         |
| 1948       | ф   | Такой восхитительный порыв       | That Wonderful Urge                  | Даффи, редактор газеты                       |
| 1949       | ф   | Талса                            | Tulsa                                | Брюс Таннер                                  |
| 1949       | ф   | Розинна Маккой                   | Roseanna McCoy                       | Фамер Маккой                                 |
| 1949       | ф   | Всегда оставляй их смеющимися    | Always Leave Them Laughing           | Могти Уилсон                                 |
| 1949       | ф   | Напряженность                    | Tension                              | Барни Дигер                                  |
| 1950       | ф   | За стеной                        | Outside the Wall                     | Ред Чейни                                    |
| 1950       | ф   | Сансет Бульвар                   | Sunset Blvd.                         | Морино                                       |
| 1951       | ф   | Штормовое предупреждение         | Storm Warning                        | Клифф Раммел                                 |
| 1951       | ф   | Валентино                        | Valentino                            | Эдди Морган                                  |
| 1951       | ф   | Шарф                             | The Scarf                            | доктор Гордон                                |
| 1952       | ф   | Пресловутое ранчо                | Rancho Notorious                     | Кинч (в титрах не указан)                    |
| 1952       | с   | Видеотеатр «Люкс»                | Lux Video Theatre                    | Бен (1 эпизод)                               |
| 1952       | с   | Театр «Селанез»                  | Celanese Theatre                     | Дюк Мэнти (1 эпизод)                         |
| 1964       | с   | Защитники                        | The Defenders                        | окружной прокурор (1 эпизод)                 |
| 1964       | с   | За гранью возможного             | The Outer Limits                     | генерал Клейборн (1 эпизод)                  |
| 1964       | с   | Восток/Запад                     | East Side/West Side                  | Клифф Шоу (1 эпизод)                         |
| 1964       | с   | Джонс из Кентукки                | Kentucky Jones                       | мистер Бакстер (1 эпизод)                    |
| 1964       | с   | Репортёр                         | The Reporter                         | Джон (1 эпизод)                              |
| 1964—1966  | с   | Бен Кейси                        | Ben Casey                            | разные роли (4 эпизода)                      |
| 1965       | с   | Жулики                           | The Rogues                           | Хьюберт Крейл (1 эпизод)                     |
| 1965       | с   | Люди Слэттери                    | Slattery's People                    | разные роли (2 эпизода)                      |
| 1965       | с   | Для людей                        | For the People                       | Джесси Хоррелл (1 эпизод)                    |
| 1965       | с   | Одиночка                         | The Loner                            | Гарри Салливан (1 эпизод)                    |
| 1965       | с   | Валентинов день                  | Valentine's Day                      | Герберт Андерс (1 эпизод)                    |
| 1965—1967  | с   | Беглец                           | The Fugitive                         | разные роли (2 эпизода)                      |
| 1966       | тф  | Железные люди                    | The Iron Men                         | Свайнфорд                                    |
| 1966       | с   | Дымок из ствола                  | Gunsmoke                             | Джейкоб Бимас (1 эпизод)                     |
| 1966       | с   | Перри Мейсон                     | Perry Mason                          | Ричард Бейлер (1 эпизод)                     |
| 1966       | с   | ФБР                              | The F.B.I.                           | Харви Скотт (1 эпизод)                       |
| 1966 —1967 | с   | Зеленый Шершень                  | The Green Hornet                     | Майк Эксфорд (26 эпизодов)                   |
| 1967       | ф   | Тони Роум                        | Tony Rome                            | Джулс Лэнгли                                 |
| 1967       | с   | Стальной жеребец                 | Iron Horse                           | Джек Фитцпатрик (1 эпизод)                   |
| 1967       | с   | Захватчики                       | The Invaders                         | Джо Макмаллен (1 эпизод)                     |
| 1967       | с   | Менникс                          | Mannix                               | сенатор Минивер (1 эпизод)                   |
| 1967       | с   | Случайная семья                  | Accidental Family                    | Беннетт (1 эпизод)                           |
| 1967—1969  | с   | Защитник Джадд                   | Judd for the Defense                 | разные роли (2 эпизода)                      |
| 1968       | ф   | Мэдиган                          | Madigan                              | Эрл Гриффин                                  |
| 1968       | ф   | Приятная поездка                 | The Sweet Ride                       | Паркер                                       |
| 1968       | ф   | Смешная девчонка                 | Funny Girl                           | Билл Фэллон, адвокат (в титрах не указан)    |
| 1968       | с   | Симмарон Стрип                   | Cimarron Strip                       | капитан Брэгг (1 эпизод)                     |
| 1969       | ф   | Скажи им, что Вилли-Бой здесь    | Tell Them Willie Boy Is Here         | Декстер                                      |
| 1969       | с   | Медицинский центр                | Medical Center                       | Ларри Соренсон (1 эпизод)                    |
| 1970       | ф   | Большая белая надежда            | The Great White Hope                 | Смитти                                       |
| 1970       | с   | Гавайи 5.O                       | Hawaii Five-O                        | Нельсон Блейк (1 эпизод)                     |
| 1970       | с   | Адвокаты                         | Storefront Lawyers                   | Остин Трой (2 эпизода)                       |
| 1970       | с   | Странная парочка                 | The Odd Couple                       | сержант Фланаган (1 эпизод)                  |
| 1971       | ф   | Место моего старика              | My Old Man's Place                   | доктор Пол                                   |
| 1971       | с   | Лонгстрит                        | Longstreet                           | доктор Кенбрук (1 эпизод)                    |
| 1972       | тф  | Песочные замки                   | Sandcastles                          | Пол Фидлер                                   |
| 1972       | с   | Новое шоу Дика Ван Дайка         | The New Dick Van Dyke Show           | офицер Джек Браун (1 эпизод)                 |
| 1972       | с   | Истории о привидениях            | Ghost Story                          | доктор (1 эпизод)                            |
| 1972—1975  | с   | Кеннон                           | Cannon                               | разные роли (2 эпизода)                      |
| 1973       | ф   | Привести в исполнение            | Executive Action                     | Чарли Макадден                               |
| 1973       | тф  | Убийства Маркуса-Нельсона        | The Marcus-Nelson Murders            | инспектор Макнил                             |
| 1973       | с   | Баначек                          | Banacek                              | Алан Троттер (1 эпизод)                      |
| 1974       | тф  | Хорошо быть живым                | It's Good to Be Alive                | хирург                                       |
| 1974       | ф   | Землетрясение                    | Earthquake                           | Камерон                                      |
| 1974       | с   | Полицейская история              | Police Story                         | разные роли (2 эпизода)                      |
| 1976       | ф   | Подставное лицо                  | The Front                            | Херберт Дилейни                              |
| 1977       | ф   | Личное досье Джона Эдгара Гувера | The Private Files of J. Edgar Hoover | Уолтер Уинчелл                               |
| 1978       | ф   | Семейный доктор                  | House Calls                          | Гарри Грейди                                 |
| 1978       | с   | Баретта                          | Baretta                              | судья Джонсон (1 эпизод)                     |
| 1979       | с   | Барнаби Джонс                    | Barnaby Jones                        | Феликс Уорнер (2 эпизода)                    |
| 1980       | тф  | Забавы и игры                    | Fun and Games                        | Фред Фермин                                  |
| 1982       | с   | Медэксперт Куинси                | Quincy M.E.                          | разные роли (2 эпизода)                      |